# المقلح (مذيخرة)

تعديل مصدري - تعديل

المقلح محلة تابعة لقرية المنزل، التابعة لعزلة حمير بمديرية مذيخرة إحدى مديريات محافظة إب في الجمهورية اليمنية.، بلغ تعداد سكانها 24 حسب تعداد اليمن لعام 2004.